# 下蔡郡
下蔡郡，南北朝时期设置的行政区。
- 北魏魏孝文帝太和十九年（495年）置下蔡郡，属南兖州。治所在楼烦县（今安徽省颍上县境）。辖境相当今安徽颍上县、凤台县、怀远县等县地。魏孝明帝孝昌年间废除。
- 东魏魏孝静帝武定六年（548年）改颍川郡置下蔡郡，属谯州。治所在黄城县（今安徽省颍上县西南三十五里）。辖境相当今安省徽颍上县地。北齐时废除。